# ジャンボーグA&ジャイアント
『ジャンボーグA&ジャイアント』（ジャンボーグエース&ジャイアント、タイ語原題：ยักษ์วัดแจ้งพบจัมโบ้เอ）は、円谷プロダクションと、チャイヨー・プロダクションの合作の劇場映画。

## 概要
1974年3月16日にタイで公開されたが、日本では未公開。また本作品公開後、本作品のフィルムを流用した映画『エリマケトカゲ一人旅』もタイで公開された(尚、エリマキトカゲ一人旅は1980年代にNHK系列で放送された)。
日本のファンには本作品は、1978年に発行された朝日ソノラマ社刊・ファンタスティックコレクションNo.6『宇宙を駆けるSFヒーローたち』の誌面でカラースチールとともに公開された2ページの記事で、初めて知られるようになった。そのほぼ1年後に発行された、同シリーズ、No.16『華麗なる円谷特撮の世界 / ミラーマン、ジャンボーグA、ファイヤーマン』の誌面にて、より掘り下げたモノクロ特集記事が組まれていた。のちに『ジャンボーグA』テレビシリーズのLD-BOXが発売された際にその下巻にて、ラッシュフィルムの一部が映像特典として収録され、不完全な形ながらも初めて映像として日本公開となった。なお、2001年ごろ、タイ国内で『ウルトラ6兄弟VS怪獣軍団』の、若干の編集し直しと音響面での新録音が施されたリニューアル映像ソフトが発売された際、本作品も同様の処理をしてリニューアルされているが、本作品についてはリニューアル版は挿入が多すぎてオリジナルからかなり異なり、無理な挿入からストーリーも混乱を極めている。
ちなみに、本作品は台湾では『火星人』（英語タイトル：MARS MEN）というタイトルで1976年7月4日に公開されている。ただし、キャストは現地の俳優たちが演じている｡
リニューアル版では『ジャンボーグA』本編から怪獣が暴れるシーンを大量にバンク使用しており、作品前半はさながら『ジャンボーグA』の総集編的色合いもある。また、クライマックスの月面でのバトルシーンは、最終回のセットをそのまま流用し平行撮影したものである。『ジャンボーグA』最終回の特殊技術の監督表記が吉村善之と佐川和夫の連名なのはこのため（月面のシーンが佐川の演出）。
また、タイ側の役者はのちに日本公開される『ウルトラ6兄弟VS怪獣軍団』（邦題）や、日本未公開の『ハヌマーンと5人の仮面ライダー』に出演している俳優や子役が複数名顔を見せている。日本撮影分が完成後、スーツやミニチュアが移送され、タイ撮影分が追加されている。

### 本作品の権利
2008年当初の時点では、チャイヨープロはこの作品の著作権を主張しており、円谷プロはそれを否定も肯定もしていないとみられていたため、「合作」と主張している当事者はいなくなっていた。日本の著作権法では両者の権利は消滅しないため共同制作物のままである。タイ王国においては2008年2月の最高裁判所の判決により円谷プロのみが著作権を持つことで決着している。それ以外の国では2008年12月24日にチャイヨープロからユーエム社へ利用権が譲渡されているが、1998年にチャイヨープロからバンダイへ利用権行使の権利が売却されていたことが2011年に発覚したため、それぞれの国の司法においてチャイヨーの権利が有効であったとしても、ユーエム社はバンダイの許可なく利用権を行使できないし、円谷プロの権利が有効であるならばユーエム社に利用権はない。

## スタッフ
- 企画：円谷粲
- 制作：円谷プロダクション、チャイヨープロダクション
- 製作：ソムポート・セーンドゥアンチャーイ、淡豊昭
- 監督：東條昭平
- 脚本：若槻文三、山浦弘靖
- 音楽：菊池俊輔
- 特殊技術：佐川和夫

### 本編スタッフ
- 撮影：君塚邦彦
- 照明：比留間大助
- 美術：菅野幸光
- 編集：柳川義博
- 助監督：北村武司
- 制作主任：菊池満
- 制作担当：高山篤

### 特撮スタッフ
- 撮影：町田敏行
- 照明：原文良
- 美術：大澤哲三
- 操演：小笠原亀
- 合成技術：宮西武史
- 助監督：米山紳
- 制作主任：佐山彰二

## ストーリー
暁の寺ことワットアルンに保管されていたタイのお宝がデモンゴーネによって盗まれてしまい、タイは大パニックに陥る。そこにジャンキラーJr.が現れ、タイのワットポー（タイマッサージで有名なポー寺）の「巨人」（これを英語でジャイアントと表記された）が出動するが倒されてしまう。そこでかつてワットポーの巨人と戦ったことのある暁の寺の守護巨人（以下、ジャイアント）が出動、日本からもジャンボーグAが出動する。だが、デモンゴーネの策略によって互いを敵と見誤ったジャイアントとジャンボーグAは、月で戦うことになってしまう。しかし戦いの中、地割れが起きてジャイアントが飲み込まれそうになったところをジャンボーグAによって救われ、ともにデモンゴーネの怪獣と戦う。
オリジナル作品のストーリーはきちんと一直線に進んでおり（ジャンボーグ9も登場しない）矛盾がないものだったのだが、リニューアルに際して子供を喜ばせるためか多くの怪獣やジャンボーグ9登場シーンが挿入されたため理解不能な流れになってしまっている。

## 登場ヒーロー
ジャンボーグA
エメラルド星人が地球人・立花ナオキへ贈ったセスナ機「ジャンセスナ」から変形する、ヒーロー型スーパーロボット。デモンゴーネのビームでジャイアントと戦わさせられるが、地割れに飲み込まれそうになったジャイアントを救出、ともに戦う。必殺技はビームエメラルド。
操縦方法やコクピットの構造がオリジナルのものとは異なっている。
ワットポーの巨人（ジャイアント）
タイマッサージの本山として有名なワットポー（ポー寺）にある中国風武人像に生命が宿ったもので、映画「ターティエン」では後述のワットアルンのジャイアント（こちらは本来は鬼）と戦ったことがある。剣が武器。ジャンキラーJr．と戦って敗れた。
ワットアルンの巨人（ジャイアント）
暁の寺として有名な「ワット・アルン」の入り口を守る巨大な像に生命が宿ったもの。本来はタイの長編小説「ラーマキエン物語（ラーマヤーナのタイでの呼称）」の敵役で鬼（夜叉）の大将であるトッサカン。先に映画「ターティエン」で上述のワットポーの巨人と戦っている。剣が武器。
前年（1973年）にチャイヨーが製作した映画『ターティエン』で使用した、ワットアルンの守り神「トッサカン」の着ぐるみが流用されている。
仲間割れビームのためにジャンボーグAと戦うが、地割れに飲み込まれそうになったところをジャンボーグAに救出される。
その後、ジャンボーグAがピンチのときに再び登場した。最強技は目からの破壊光線。

## 登場人物
立花ナオキ
『ジャンボーグA』の主人公。本作品でも、出番が少ないながら登場。
デモンゴーネ
タイの宝物を盗んだグロース星の司令官。テレビシリーズとは違い本作品では怪獣軍団を指揮する。敵を仲間割れさせるビームを放つ。
アンチゴーネ
マッドゴーネ
前半のテレビシリーズ編集部分に登場。
グロース星人
一般戦闘員。

## グロース星人の怪獣軍団
ジャンキラーJr.
武器は胸からのミサイルと剣。ジャイアント1号を倒すが、2号に倒される。
キラーα
武器はチェーンテールと口から吐くガス。
ガイアグネス
キングジャイグラス
ルバンガーキング
チタンガー
ジャイアントロボット（ゼロ）
デスコングキング
モンスロボ
グラスキング
キングジンジャー
フライトキング
ドクロスキング
ゴールデンアーム
デッドファイヤー
マイティグロース
デモンスター
フリーザーキラー
アントロン
バレンタイン
ダンプコング
テレビシリーズ編集部分に登場。